# Plateau de l'Adrar
Pour les articles homonymes, voir Adrar.
L'Adrar (tifinagh : ⴰⴷⵔⴰⵔ, pouvant se traduire par « montagne ») est une région de hautes terres du nord de la Mauritanie, dans le désert du Sahara. Elle est la source du nom de la division administrative de l'Adrar.

## Géographie
L'Adrar est un plateau aride reconnu pour ses gorges, ses regs et ses dunes. L'absence d'eau, à part  dans la partie centrale de l'oued Seguellil, y rend l'agriculture impossible.
La faible population de l'Adrar se concentre principalement dans la ville d'Atar.
L'Adrar est situé à proximité de la structure de Richat.

## Climat
L'Adrar possède un climat désertique chaud (Classification de Köppen BWh) avec des étés très longs et chauds et des hivers courts et chauds. Le climat y est très aride toute l'année, les précipitations moyennes annuelles se situant entre 50 et 80 mm. Plus encore que la faiblesse des précipitations en termes de quantité, c'est la fréquence de ces faibles pluies qui est exceptionnelle : on enregistre entre 5 et 12 jours de pluie par an. 
La saison chaude dure environ 7 mois dans cette région, la chaleur y est extrême et persistante : les températures moyennes maximales restent constamment supérieures à 40 °C entre début avril et fin octobre mais tournent plutôt autour de 45 °C une bonne partie de l'année. Les températures restent particulièrement élevées en hiver surtout en journée où les températures moyennes maximales restent au-dessus de 27 °C et atteignent régulièrement la barre des 30 °C. Le ciel est dégagé et clair toute l'année et les journées couvertes restent très rares. La température moyenne journalière annuelle se situe entre 28 °C et 30 °C dans l'Adrar.

## Histoire
L'Adrar était une région très développée lors du Néolithique. 
L'aridité croissante de la région a entraîné, dès le milieu du XVIIe siècle, la migration progressive de la population vers le plateau du Tagant. Le changement climatique a laissé les vestiges intacts, ce qui fait de l'Adrar une zone propice à l'archéologie.